# 海峡植民地

海峡植民地
Negeri-Negeri Selat (マレー語)
Straits Settlements (英語)
海峡殖民地 (中国語)
நீரிணைக் குடியேற்றங்கள் (タミル語)

国歌: 
God Save the King（英語）
国王陛下万歳（1826年 - 1837年、1901年 - 1942年、1945年 - 1946年）

God Save the Queen（英語）
女王陛下万歳（1837年 - 1901年）
1922年のマレー半島の地図。赤色が海峡植民地

海峡植民地（かいきょうしょくみんち、英語: Straits Settlements、当時では叻嶼呷、1826年 - 1946年）は、19世紀から20世紀前半にかけてのマレー半島におけるイギリス植民地の名称である。1826年に、東西交通の要衝マラッカ海峡に面しているペナン、マラッカ、シンガポールよりなる植民地として形成された。1886年からココス島とクリスマス島が、1906年にラブアン島が編入された。
なお、マレー語に忠実に記すとすれば、「ピナン」「ムラカ」などと地名を表記すべきであろうが、以下はイギリス支配下の行政区としての海峡植民地についての記述であるので、英語の発音に準じて地名を記す。

## 沿革

### 前史
イギリスは、1623年にモルッカ諸島のアンボン島で起きたアンボイナ虐殺事件を契機として、東インド諸島から全面的に撤退を余儀なくされ、インド経営に専念した。18世紀後半以降、中国との広東貿易が隆盛し、また19世紀初めのナポレオン戦争の結果、東インドを支配していたオランダの勢力が後退したので、再び東南アジアに進出するようになった。その橋頭堡となったのがマレー半島である。

### ペナン植民地
1786年カントリー・トレーダーのフランシス・ライトは、マレー半島西海岸のクダ・スルタン国のスルタンと条約を結び、イギリス東インド会社領としてペナン島を獲得した。インド亜大陸と中国を結ぶ中継港、マラッカ海峡地域の産品の集積基地、ベンガル湾以東の海域における海軍基地が必要とされたために、イギリス東インド会社は同島を確保することになった。クダ王国はタイのアユタヤ王朝やブギス族などのマレー人勢力から国を守るために、強力な後ろ盾を必要としていた。ペナン島は、プリンス・オブ・ウェールズ島と命名され、ジョージタウンが建設された。また1800年には、クダ王国よりペナン島対岸の土地が獲得され、ウェルズリー州（Province Wellesley）と命名された。
ただし1799年前後までは、イギリス東インド会社の中継港としてアンダマンも候補にあがっており、ペナン植民地の地位が確固としたものとなったのは、1805年に英領インドの第4番目の管区（Presidency）とされてからである。以降、ペナン島にはイギリス人の知事が派遣され、ベンガル総督の管轄下に置かれた。管区の地位は、1826年に成立した海峡植民地に引き継がれることになる。
フランシス・ライトがペナンを自由貿易港と宣言したため、周辺海域より商人が多く集まり、急速な発展を遂げた。1801年、自由貿易港の指定を解除したために一時衰退したが、海峡植民地成立によって再び自由貿易港となった。ただその経済的繁栄は、次第にシンガポールに奪われていった（後述）。

### マラッカ植民地
マラッカ海峡を臨むマラッカの町は、1645年以来オランダの支配下にあった。フランス革命の余波を受けてオランダ本国がフランスの勢力下に入ると、イギリスは1795年にマラッカをはじめとするオランダ領東インドの各地を占領した。
ナポレオン戦争終結後の1818年、イギリスは同地をオランダに返還したが、その後、1824年の英蘭協約によって、イギリスはスマトラ島西海岸にあった英領ベンクーレン植民地と引き換えにオランダからマラッカを獲得した。それまでイギリスとオランダの植民地がマレー半島とスマトラの各地に混在していたが、この協定で両国の植民地の境界がおおまかにひかれた（今日のマレーシアとインドネシアの国境線はこれに由来する）。

### シンガポール植民地
シンガポールは、この島の地政学的重要性に目を付けた東インド会社員トーマス・ラッフルズによって、1819年にジョホール王国から割譲された。以後、イギリスはこのシンガポールを自由貿易港に指定して東南アジア貿易の拠点とした。
シンガポール港は、中国をはじめとする各地との貿易が急増したことで、次第に経済的に台頭した。中国で起きたアヘン戦争後の1845年、香港とシンガポールを結ぶ定期航路も開設された。欧州との関係では1869年に開通したスエズ運河が遠洋航路の所要時間を短縮した。

### 海峡植民地の成立
1824年の英蘭協約によりイギリスによるペナン、マラッカ、シンガポール植民地が確定すると、イギリス東インド会社は1826年にこれら3植民地を統合して海峡植民地とし、インドのベンガル総督府の管轄下でペナンに海峡植民地知事が駐在した。行政府となったペナンの人口は1860年には125,000人（ウェルズリーを含む）を数え、海峡植民地中首位であった。ただし19世紀のシンガポールの経済的成長はめざましく、1832年以降はシンガポールが行政府となる。
しかしシンガポールの経済的発展とは裏腹に、東インド会社にとって海峡植民地はあまり利益をあげない「お荷物」であることが明らかになっていった。1826年の成立以来、海峡植民地は自由港だったために関税収入が見込めなかったうえ、当初期待された香料取引による利益も、香料自体の価格の暴落によって期待できないものとなったからである。1805年にペナンが英領インドの4番目の管区に指定されて以来、海峡植民地はそれを受け継いでいたが、1830年にはとうとうその地位が剥奪され、レジデンシーに降格されてしまった。なお、降格後も行政の長の職名は「知事（Governor）」とされる慣行が続いたが、英領インドの行政官の秩序の中では、ほぼ閑職扱いであった。
他方でアヘン戦争以来、海峡地域には中国からの移民が流入し労働力を提供したが、その秘密結社が治安上の問題となることもあった。それにもかかわらず、インド政府側は海峡植民地の治安や公共政策への出費に積極的でなかったため、シンガポールを中心に活動していた海峡商人たちの間で不満が高まる要因になった。
1858年には東インド会社の解散により海峡植民地がインド省に移管された。

### 英領マラヤの成立
シンガポール在住イギリス商人たちは海峡植民地のインドへの従属に反対し、インドからの分離と議会の設立を訴えた。その要請に応えるとともに、海峡植民地の財政が印紙法の成立によってバランスが取れるようになったため、1867年、海峡植民地はイギリス植民地省の管轄に移された。海峡植民地の名前はそのまま使われ、ロンドンから直接派遣される新知事はシンガポールに駐在した。
マレー諸国に対する、インド時代の海峡植民地の基本的姿勢は、「非介入政策」と呼ばれる。財政的に「お荷物」の海峡植民地の重荷をさらに増やさぬよう、なるべく消極的に運営されるべき植民地とみなされたのである。この姿勢に転機が訪れたのは、1873年の知事アンドルー・クラークの着任によってである。ペラの内紛を調停するという名目のもとに結ばれた1874年のパンコール条約以来、イギリス勢力は積極的にマレー半島に介入していくようになる（「積極介入政策」）。マレー半島西海岸のスルタン諸国に産出するスズの利権を確保するという、実質的な利害関心もこの動きの背後にあったとされる。19世紀末には、ペラ、スランゴール、ヌグリ・スンビラン及び後背地パハンのマレー系スルタン国に次第に介入していった。これらの4か国は1896年にマレー連合州とされ、統監がクアラルンプールに置かれた。ここにおいて、イギリスの直轄領域である海峡植民地と、間接統治をうける保護国からなる英領マラヤが成立した。また、クランタン、トレンガヌ、ジョホールなどの東海岸のスルタン国は、20世紀に入ってからイギリスの保護下に置かれることになった。

### 解体
海峡植民地は、1870年代より英領マラヤの中核としての役割を果たし続けたが、第二次世界大戦中に日本軍による占領をうけた後、戦後の英領マラヤ再編に伴って1946年に解体した。マラヤ連邦の成立とともに、ペナンとマラッカは同連邦に吸収され、シンガポールは独立のクラウン・コロニー(英国王直轄地)となった。
ココス島とクリスマス島は、1946年にシンガポールの管轄下とされたが、それぞれ1955年と1957年にオーストラリアに移された。ラブアン島は、イギリス保護国北ボルネオ（1882年 - 1963年）の一部となり、後にマレーシアの一部（現サバ州）となった。